# Marcus Bergwall
Marcus Bergwall, född 1971, är en svensk bandyspelare. Han har under sin karriär spelat för bland annat IF Boltic, Hammarby IF Bandy, BS BolticGöta, Sköndals IK, Vetlanda BK och IFK Kungälv. Bergwall har även spelat i Sveriges bandylandslag. Sedan 2010 är han tränare för IFK Vänersborg. Sedan 2012 spelar han i BolticGöta Ungdom i Division 2 Värmland. Han är bror till bandymålvakten Andreas Bergwall.